# Godefroid II de Basse-Lotharingie
Godefroid II de Basse-Lotharingie, aussi appelé Godefroid III d'Ardenne, dit Godefroid le Barbu, né vers 997 et mort le 30 décembre 1069, duc de Haute-Lotharingie et de Basse-Lotharingie, margrave d'Anvers, comte de Verdun, ainsi que margrave de Toscane avec sa deuxième épouse, Béatrice de Bar (à compter de 1054).

## Biographie

### Origines familiales
Godefroid (Gotefridus alter filius eius Gozzilo dux Lotharingorum) est le fils aîné de Gothelon Ier de Lotharingie, margrave d'Anvers, comte de Verdun, duc de Basse-Lotharingie et de Haute-Lotharingie et de son épouse légitime (On évoque Barbe von Lebarten ou Uracca de Lombardie-Ivrée, sans certitude, pour les autres enfants de Gothelon Ier de Lotharingie).  

### Mort de Gothelon, crise de succession et rébellion à l'autorité impériale
En 1025, Godefroid succède à son père comme comte de Verdun, avant d'être associé par ce dernier vers 1040 au gouvernement de la Haute-Lotharingie. À ce titre, il assiste en juin 1041 à Aix-la-Chapelle avec Godefroid et d'autres ducs et évêques à l'assemblée au cours de laquelle le roi des Romains et futur empereur Henri III prépare l'invasion de la Bohême. 
En 1044, à la mort de Gothelon Ier, Henri III, souhaitant que les duchés soient administrés séparément, profite de l'occasion pour investir dans le duché de Basse-Lotharingie le frère cadet de Godefroid, Gothelon II, surnommé "le Fainéant" — qui ne brille ni par son courage, ni par sa compétence, et refuse d’investir Godefroid en Haute-Lotharingie. Il semble qu'il ait agi ainsi à la demande expresse du défunt Gothelon Ier, qui estimait légitime de répartir son héritage entre ses deux fils. Godefroid se révolte aussitôt contre l’empereur, en refusant de participer à la campagne de Hongrie, ce qui lui vaut, à l'assemblée d'Aix-la-Chapelle, d'être déchu de son duché et de son comté de Verdun. Il passe alors à la rébellion armée et ravage la Basse-Lotharingie, dont la ville de Verdun, et porte la guerre jusqu'en Bourgogne. Mais après plusieurs défaites, il se rend compte qu'il ne peut gagner et se présente humblement en 1045 à Henri III, dont il implore le pardon. 
En dépit de cette soumission, il est jeté en prison à Giebichenstein avec l'un de ses fils, qui mourra pendant sa détention. Gracié par l'empereur, il sort de prison en 1046 et recouvre ses droits sur le duché de Haute-Lotharingie mais ni le comté de Verdun, ni le duché de Basse-Lotharingie ne lui sont restitués. À la mort de Gothelon II, c'est Frédéric de Luxembourg, frère cadet d'Henri VII, qui est investi du duché. Godefroid reprend alors les armes, ralliant à son parti Baudouin V de Flandre, comte de Flandre, Herman de Hainaut et Thierry IV de Hollande. Thierry, évêque de Verdun, ayant obtenu entre-temps le comté de Verdun, Godefroid l'attaque par surprise en 1047, met l'évêque en fuite et saccage Verdun, dont il brûle la cathédrale, ce qui lui vaudra d'être excommunié.
Son duché de Haute-Lotharingie est alors attribué à Adalbert de Lorraine, comte de Metz : Godefroid le force à livrer bataille le 11 novembre 1048 à Thuin, le défait et le tue mais Henri III remplace immédiatement le défunt par son frère cadet, Gérard III de Nordgau, nouveau comte de Metz, âgé de 18 ans, qui est investi du duché de Haute-Lotharingie par la Diète de Worms en 1048. Malgré les efforts de Godefroid pour lui enlever la Lotharingie Mosellane, le jeune Gérard lui tient tête et le force à renoncer à ses prétentions. Pour la seconde fois, Godefroid était prisonnier, excommunié et avait perdu toutes ses possessions. Par la suite, il se réconcilie avec l’évêque Thierry et contribue à la reconstruction de la cathédrale de Verdun. Il allait par ailleurs obtenir la restitution du comté de Verdun. 
À la même époque, aux alentours de 1050, Godefroid récupère par ailleurs auprès d'Henri III son fief situé dans le diocèse de Cologne, avec pour mission de freiner les ambitions de Baudouin V de Flandre. Il se conduira en vassal irréprochable. 

### Remariage avec Béatrice de Bar et nouvelle rébellion contre l'empereur
Veuf de Doda, sa première épouse, il se remarie sur la fin de 1053 avec Béatrice de Bar, fille de Frédéric II de Lorraine, duc de Haute-Lotharingie, et veuve de Boniface III, marquis de Toscane, dont il était jusque là l'administrateur des terres. Béatrice est alors régente au nom de son fils mineur Frédéric-Boniface IV. Il faut ici rappeler qu'Henri III n'appréciait que fort peu le pouvoir excessif dont avait joui le défunt mari de Béatrice et que la nouvelle union contractée par Béatrice n'est pas de son goût : en 1055, il fait arrêter Béatrice et Frédéric-Boniface IV sous prétexte que le mariage s’est fait sans son consentement et n'est par conséquent pas valide. Il emmène Béatrice en Allemagne et la sépare de son fils Frédéric-Boniface IV, qui meurt bientôt de maladie. Béatrice devient alors régente au nom de sa fille Mathilde, la nouvelle héritière, également mineure. Godefroid arrive à s'échapper et fuit par les Alpes. 
En Basse-Lotharingie, Baudouin V de Flandre s'est rebellé contre l'empereur. Il porte la dévastation jusque sur le territoire de Trèves et de Nimègue. À son tour, Henri III tombe sur la Flandre et ravage Lille et Tournai (1054). De son côté, Godefroid s’en prend à Frédéric de Basse-Lotharingie, allié de l’Empereur, et qui a reçu de celui-ci la Basse-Lotharingie et Anvers. L’an 1055, il vient l’assiéger dans Anvers avec Baudouin V mais Frédéric est délivré par les Lotharingiens, accourus à son secours. Godefroid est forcé de se rendre. En 1056, l’empereur Henri III meurt après avoir fait libérer Béatrice et sa fille, et son fils Henri IV, âgé de 6 ans, lui succède sous la tutelle de sa mère, l'impératrice Agnès. Baudouin jure fidélité au roi allemand et en 1059, par un traité de paix conclu à Andernach, et obtient des terres au Brabant (la marche d'Ename), mais perd la marche de Valenciennes (confisquée en 1045, à la suite de sa rébellion). 

### Godefroid défenseur des papes
Godefroid, quant à lui, reste l'un des plus fervents adversaires de l'autorité impériale, maintenant cette position pendant toute la régence d'Agnès. Il s’exile en 1057 dans le duché de Toscane, qu’il administre conjointement avec Béatrice. Il entre en guerre contre le duché de Spolète, propriété du Saint-Siège. La même année, il fait élire pape sous le nom d'Étienne IX son frère Frédéric, qui projette à son tour de faire élire Godefroid empereur. Mais Frédéric meurt un an plus tard, sans avoir pu le couronner. Début 1059, Godefroid se prodigue alors pour faire consacrer Gérard de Bourgogne, qui avait été élu pape quelques mois auparavant sous le nom de Nicolas II. Aidé par le converse Léon di Benedetto, Godefroid était entré à Rome en janvier de la même année et avait pris possession du Trastevere après un assaut contre le Latran, parvenant à expulser l'antipape Benoît X de la ville éternelle. Durant le règne de son frère et celui de ses successeurs, il revêt un rôle fondamental dans la politique de l'Italie centrale et septentrionale, y compris la Sardaigne, où il fait alliance avec Barisone Ier de Torres contre la république de Pise, dans le but d'étendre son pouvoir sur les deux domaines. Après la mort de Nicolas III, Godefroid appuie le pape Alexandre II et, en 1061, s'oppose à la descente sur Rome de Pietro Cadalo. Ne parvenant à la bloquer, il intervient après la féroce bataille du 14 avril comme pacificateur entre les deux factions, leur imposant de quitter la ville.    
L’an 1065, Frédéric de Basse-Lotharingie meurt. L’empereur Henri IV, devenu majeur, rappelle alors Godefroid de Toscane et le rétablit dans le duché de la Basse-Lotharingie et la marche d’Anvers. En 1066, Godefroid marche avec ses troupes contre les Normands de Robert Guiscard et de Richard de Hauteville, qui menacent Rome : Richard dévaste les territoires pontificaux mais avant que Godefroid n'ait pu intervenir, il se réconcilie avec le pape Alexandre. Pour des raisons de santé semble-t-il, Godefroid regagne ses terres avec Béatrice et installe sa cour à Bouillon, où il meurt la nuit de Noël 1069. Il est enterré dans la cathédrale de Verdun. 
Son fils aîné, Godefroid dit le Bossu lui succède.

## Mariage et descendance
Godefroid avait épousé en premières noces, aux alentours de 1020, Doda, d'origine incertaine, peut-être fille de Manassès II de Rethel. Ils sont les parents de :
- peut-être une fille, Judith, qui pourrait avoir épousé Manassès III de Rethel ; ils sont les grands-parents de Baudouin de Rethel, roi de Jérusalem ;
- Godefroid III de Basse-Lotharingie (1045 † 1076), dit « Le bossu » ;
- un fils inconnu, otage à la cour d'Henri III et décédé pendant sa détention ;
- Ide (1040 † 1113), épouse d'Eustache II de Boulogne, mère de Godefroy de Bouillon ;
- Wiltrude († 1093), épouse d'Adalbert comte de Calw.

Godefroid épouse ensuite Béatrice de Haute-Lorraine, dont il n'aura pas d'enfants. Il élève toutefois la fille issue du premier mariage de Béatrice, Mathilde, la célèbre comtesse de Canossa, qu'il donnera en mariage à son propre fils Godefroid III, sans que cette union ne produise de descendance. 